# عصام‌الدین اسفراینی
ابراهیم بن محمّد بن عربشاه اسفراینی لقب‌گرفته به عصام‌الدین و شهرت‌یافته به عصام‌الدین اسفراینی (کوتاه‌تر: عصامِ اسفراینی) (۱۴۶۸، اسفراین - ۱۵۳۸م، سمرقند) فقیه حنفی و ادیب عربی خراسانی بود. او نویسندهٔ الأطول در شرح تلخیص المفتاح از جلال‌الدین قزوینی در علم بلاغت بوده‌است. پدرش قاضی بود. عصام‌الدین در خراسان دانش آموخت، شهرت یافت و کتاب‌هایی نگاشت. در اواخر عمر از سمرقند دیدار داشت و همان‌جا درگذشت. جز الأطول، میزان الأدب، حاشیه علی تفسیر البیضاوی (در کتابخانهٔ الازهر)، شرح رسالة الوضح للإیجی (در کتابخانهٔ اوقاف بغداد)، حاشیة علی تفسیر البیضاوی لسورة عم (در رباط) از آثار اوست. شرح‌ها و حاشیه‌هایی در علوم منطق، توحید و نحو نگاشت که خیرالدین زرکلی ذکر کرده که برخی از آن‌ها چاپ شده‌است.